# San Fernando del Guapo (paroisse civile)
Pour les articles homonymes, voir San Fernando del Guapo et San Fernando.
San Fernando del Guapo est l'une des cinq paroisses civiles de la municipalité de Páez dans l'État de Miranda au Venezuela. Sa capitale est San Fernando del Guapo. En 2011, sa population s'élève à 4 202 habitants.

## Géographie

### Hydrographie
La paroisse civile est traversée du nord au sud par le río Guapo.

### Démographie
Hormis sa capitale San Fernando del Guapo, la paroisse civile possède plusieurs localités :
- El Cristo
- Los Cerritos
- Los Cerros
- Porvenir
- San Fernando del Guapo